# Carlos Pena Filho
Carlos Souto Pena Filho (Recife, 17 de maio de 1929 — Recife, 1 de julho de 1960) foi um advogado, jornalista e poeta brasileiro, considerado um dos mais importantes poetas pernambucanos da segunda metade do século XX depois de João Cabral de Melo Neto. Formado em Direito pela Faculdade de Direito do Recife, em frente à qual hoje se encontra o busto do poeta . 

## Biografia
Nascido no bairro da Boa Vista, era filho de pai português, Carlos do Souto Pena, comerciante, e mãe brasileira, Laurinda Lopes do Souto. Em 1937, com a separação dos pais, mudou-se para Portugal, com sua mãe e irmãos, Fernando e Mário, indo morar na casa dos avós paternos. Lá viveu dos oito aos doze anos de idade quando então retornou para o Brasil. O pai permaneceu no Recife, onde era proprietário de uma sorveteria.
Fez seu curso primário enquanto esteve em Portugal e o curso secundário no Recife.
Carlos Pena Filho foi um poeta político, interessado em cada aspecto da vida de sua cidade e do seu Estado, Pernambuco. Estudante de Direito, formou-se pela Faculdade de Direito do Recife, tendo participado ativamente da política universitária, empenhando-se em campanhas eleitorais. 
No dia 28 de junho de 1960, o poeta estava no carro de seu amigo, o advogado José Francisco de Moura Cavalcanti, quando foram atingidos por um ônibus desgovernado. Carlos Pena recebeu uma violenta pancada na cabeça. O rádio logo divulgou a notícia e as autoridades e os amigos acorreram ao pronto-socorro. O motorista e Moura Cavalcanti tiveram ferimentos leves, mas Carlos Pena não resistiu aos ferimentos e morreu no dia 1 de julho de 1960.
Deixou desolados seus amigos, os intelectuais de todo o Brasil, sua esposa D. Maria Tânia, sua filha Clara Maria, seus dois irmãos, Fernando e Mário. O cortejo fúnebre, com discursos à beira da sepultura e com grande acompanhamento de pessoas demonstrou o quanto o poeta era querido.
Como advogado atuou em repartição do Estado e, em paralelo, trabalhou como jornalista no Diário de Pernambuco, Diário da Noite e Jornal do Commercio, onde fez reportagens, escreveu crônicas e publicou alguns de seus poemas.
Casado com Maria Tânia Tavares Barbosa, com quem teve uma filha, Clara Maria de Souto Pena, que lhe deu três netos: Maria Joana, Maria Luiza e Carlos Souto Pena.
Durante a vida contou com a amizade e a admiração de muitos escritores e poetas de renome. Conviveu estreitamente com Manuel Bandeira, Joaquim Cardoso, João Cabral de Melo Neto, Mauro Mota, Gilberto Freyre e Jorge Amado, dentre outros.

## Obra
A poética de Carlos Pena Filho, carregada de oralidade e musicalidade, possui forte apelo pictórico. Visual e plástico, o poeta “pinta” o poema com palavras. Dono de um lirismo envolvente, é um poeta de imagens plásticas onde se destaca a cor, o movimento e a luz. Escreveu vários poemas tendo nos títulos a palavra retrato e cerca de uma centena contendo os nomes das cores ou referências a elas. Dentre estas, possuía forte interesse no Azul, a ponto de alguns afirmarem que trata-se de uma "poesia vestida de azul". Seu primeiro trabalho como poeta, o soneto “Marinha”, foi publicado em 1947 pelo Diário de Pernambuco. Em 1952, publicou o primeiro livro: "O Tempo da Busca".
Ainda estudante, publicou "Memórias do Boi Serapião" em 1956. Bacharelou-se em 1957 e no ano seguinte saiu "A Vertigem Lúcida", seu terceiro livro, premiado pela Secretaria de Educação e Cultura de Pernambuco. Em 1959, lançou o "Livro Geral", reunindo sua obra poética já editada acrescida de poemas novos (Prêmio de Poesia do Instituto Nacional do Livro).
Compositor, em parceria com Capiba, renomado músico pernambucano, foi autor de letras de músicas de sucesso, entre as quais destaca-se “A mesma rosa amarela”, incorporada ao movimento da Bossa Nova na voz de Maysa, e depois gravada por outros artistas como Vanja Orico, Tito Madi e Nelson Gonçalves, "Claro Amor", "Pobre Canção" e "Manhã de Tecelã".
Foi considerado pelo crítico literário Renato Carneiro Campos "O Poeta da Cor".

"Carlos Pena Filho deixou que o verde dos mares e dos canaviais, os cinzentos das caatingas sertanejas e o azul do céu nordestino entranhassem em seus versos”.

## Livros publicados
- "O Tempo da Busca", 1952
- "Memórias do Boi Serapião", 1956
- "A vertigem Lúcida", 1958
- "Livro Geral", 1959